# Матисс, Дидзис
Ди́дзис Мати́сс  (латыш. Didzis Matīss; род. 10 декабря 1980) — латвийский футбольный тренер.

## Биография
В середине 2000-х годов Дидзис Матисс играл за кекавскую команду «Ауда». В 2008 году, после ухода Сергея Емельянова, возглавил клуб на посту главного тренера. В 2009 году стал ассистентом Игоря Степанова в «Ауде».
В январе 2010 года Дидзис Матисс был назначен на пост главного тренера женской сборной Латвии, тем самым, покинув кекавскую «Ауду».
13 июля 2021 года стало известно, что Дидзис Матисс был отстранён с поста главного тренера национальной женской сборной.
С 2024 года Дидзис Матисс являлся ассистентом главного тренера Лиене Вациете в женской молодёжной сборной Латвии до 19 лет, а также возглавлял женскую команду Рижской футбольной школы в чемпионат Латвии.
13 февраля 2025 года Дидзис Матисс был утверждён на пост главного тренера женской молодёжной сборной Латвии до 19 лет, после того, как Лиене Вациете возглавила национальную женскую сборную Латвии.